# Kavre Nitya Chandeswor
Kavre Nitya Chandeswor (nep. काभ्रे नित्य चण्डेश्वरी) – gaun wikas samiti w środkowej części Nepalu w strefie Bagmati w dystrykcie Kavrepalanchok. Według nepalskiego spisu powszechnego z 2001 roku liczył on 948 gospodarstw domowych i 4905 mieszkańców (2529 kobiet i 2376 mężczyzn).